# Uhrwiller
Uhrwiller (deutsch Uhrweiler) ist eine französische Gemeinde mit 708 Einwohnern (Stand 1. Januar 2021) im Département Bas-Rhin in der Region Grand Est (bis 2015 Elsass). Niefern ist ein Ortsteil von Uhrwiller.

## Geschichte

### Mittelalter
Uhrweiler war ein Lehen des Herzogs von Lothringen an die Herrschaft Lichtenberg Uhrweiler bildete zugleich eine eigene Büttelei. Eine „Büttelei“ war die Untergliederung eines Amtes. Die Ämter Ingweiler und Buchsweiler der Herrschaft Lichtenberg wurden zu Beginn des 14. Jahrhunderts neu organisiert. Dabei wurde unter anderem das Amt Pfaffenhofen ausgegliedert und verselbständigt, zu dem auch Uhrweiler gehörte. Anlass für die neue Organisation können die beiden Landesteilungen gewesen sein, die im Haus Lichtenberg um 1330 und im Jahr 1335 stattfanden. 1335 wurde eine Landesteilung zwischen der mittleren und der jüngeren Linie des Hauses Lichtenberg durchgeführt. Uhrweiler fiel dabei an die Nachkommen des früh verstorbenen Johann III. von Lichtenberg, die die mittlere Linie des Hauses begründeten.
Anna von Lichtenberg (* 1442; † 1474), eine der beiden Erbtöchter Ludwigs V. von Lichtenberg (* 1417; † 1474) heiratete 1458 den Grafen Philipp I. den Älteren von Hanau-Babenhausen (* 1417; † 1480), der eine kleine Sekundogenitur aus dem Bestand der Grafschaft Hanau erhalten hatte, um heiraten zu können. Durch die Heirat entstand die Grafschaft Hanau-Lichtenberg. Nach dem Tod des letzten Lichtenbergers, Jakob von Lichtenberg, eines Onkels von Anna, erhielt Philipp I. d. Ä. 1480 die Hälfte der Herrschaft Lichtenberg. Zu dieser Hälfte gehörte auch das Amt Pfaffenhofen. In der Folgezeit gelangte das Dorf in die Hände der Grafen von Zweibrücken-Bitsch. Diese rechneten es ihrer Herrschaft Oberbronn zu.

### Neuzeit
Von Zweibrücken-Bitsch gelangte die Herrschaft Oberbonn – und mit ihr Uhrweiler – 1551 als Mitgift anlässlich der Heirat der Amelie von Zweibrücken-Bitsch mit Philipp I. von Leiningen-Westerburg an diese Familie. Spätestens zu diesem Zeitpunkt schied Uhrweiler aus dem Einflussbereich der Grafschaft Hanau-Lichtenberg endgültig aus.
In Nachfolge der Leininger wurden die Landgrafen von Hessen-Homburg und zu einem geringeren Teil die schwedische Adelsfamilie der Freiherren von Sinclair im 17. Jahrhundert Herren der Herrschaft Oberbronn. Durch die Reunionspolitik Frankreichs fielen in der zweiten Hälfte des 17. Jahrhunderts auch die Herrschaft Oberbronn und das Dorf Uhrweiler unter französische Oberhoheit. Der hessen-homburgische Teil ging in der Mitte des 18. Jahrhunderts an die Familie Hohenlohe-Waldenburg-Bartenstein über, der Sinclair’sche Anteil an die ebenfalls schwedisch stämmige Familie derer von Lewenhaupt. Hohenlohe musste die Herrschaft 1793 an Frankreich abtreten und wurde dafür später mit Gebieten des säkularisierten Bistums Würzburg abgefunden. In den Verwaltungsreformen in Folge der Französischen Revolution wurde die Herrschaft Oberbronn aufgelöst. Uhrweiler war nun französisch. Von 1871 bis 1919 gehörte es zum deutschen Kreis Hagenau, nach dem Ersten Weltkrieg fiel es wieder an Frankreich.

### Bevölkerungsentwicklung
| 1962 | 1968 | 1975 | 1982 | 1990 | 1999 | 2007 | 2017 |
| ---- | ---- | ---- | ---- | ---- | ---- | ---- | ---- |
| 697  | 704  | 681  | 704  | 715  | 697  | 687  | 706  |

## Persönlichkeiten
- Robert Will (* 1910 in Uhrweiler; † 1998 in Straßburg), Kunsthistoriker, Architekt und Archäologe
- Ernest Will (* 1913 in Uhrweiler; † 1997 in Paris), Klassischer Archäologe, Hochschullehrer